# Георги Гочев (революционер)
Вижте пояснителната страница за други личности с името Георги Гочев.
Георги (Гошо, Гьошо) Коцев Гочев е български революционер, деец на Вътрешната македоно-одринска и Вътрешната македонска революционна организация.

## Биография
Георги Гочев е роден през 1878 в град Щип, тогава в Османската империя. Баща му Коце Гочев и брат му Пане Гочев са също революционери от ВМОРО. В 1895 година завършва Кюстендилското педагогическо училище и работи като учител. Влиза във ВМОРО. През лятото на 1898 година властите го задържат, осъден е на 3 години и лежи Куршумли хан в Скопие.
На 28 януари 1901 година „Йорги, син на Костадин“ е арестуван и обвинен в „присъединяване към бунтовническото движение и дръзване да употреби оръжие против жандармерията и султанската войска, които били изпратен да задушат въоръженото събиране в махалата Ново село, Щипска каза, където се призовавало на оръжие, и замесеност в сблъсъка, който со случил след това, в който били убити капитан Реджеп ефенди, поручик Али ефенди и воденичарят Тоде, а жандармът Хюсеин, пазачът Халид, пожарникарят Давуд, войниците Мехмед и Арслан, както и други чауши били убити“. Осъден е на 2 години каторга и лежи в Скопския затвор. Амнистиран е с общата амнистия от 12 април 1904 година.
В 1903 година работи за Централния комитет в Солун, като води шифрованата кореспонденция на комитета и участва в организирането на канали за пренос на оръжие от Гърция. По-късно е помощник на задграничните представители Борис Сарафов и Иван Гарванов. През март 1908 година става помощник на Славчо Абазов в ръководството на Кюстендилския пограничен пункт на ВМОРО. Поддържа близки контакти с Христо Матов и Тодор Александров. Делегат е на Кюстендилския конгрес на ВМОРО.
При избухването на Балканската война в 1912 година е доброволец в Македоно-одринското опълчение и е войвода на партизанска чета №32, като подпомага сръбските войски в Кратовско, заедно с чета №31 на Стоян Мишев. Заедно с четите на Славчо Абазов и Ефрем Чучков завземат кратовското село Бреза и го предават на сърбите. По-късно е в четата на Иван Бърльо и в щаба на 15 щипска дружина.
| Чети № 31 и № 32 на МОО с командири Стоян Мишев и Георги Гочев | Чети № 31 и № 32 на МОО с командири Стоян Мишев и Георги Гочев | Чети № 31 и № 32 на МОО с командири Стоян Мишев и Георги Гочев | Чети № 31 и № 32 на МОО с командири Стоян Мишев и Георги Гочев | Чети № 31 и № 32 на МОО с командири Стоян Мишев и Георги Гочев | Чети № 31 и № 32 на МОО с командири Стоян Мишев и Георги Гочев |
| Номер                                                          | Име                                                            | Години                                                         | Околия                                                         | Селище                                                         | Бележка                                                        |
| -------------------------------------------------------------- | -------------------------------------------------------------- | -------------------------------------------------------------- | -------------------------------------------------------------- | -------------------------------------------------------------- | -------------------------------------------------------------- |
|                                                                | Ване Джамов                                                    | 37-38                                                          | Щипска                                                         | Софилари                                                       |                                                                |
|                                                                | Славко (Славчо) Ангелов                                        | 22                                                             | Щипско                                                         | Криви дол                                                      | убит на 22 юни 1913 година                                     |

След войните участва във възстановяването на революционната организация. Присъства на Седмия конгрес на ВМРО в 1928 година.
Умира на 7 март 1942 година в София.